# Chinwendu Johan Nkama
Chinwendu Johan Nkama (* 7. Januar 1998 in Lagos) ist ein nigerianischer Fußballspieler auf der Position eines Mittelfeldspielers, der zumeist als defensiver Mittelfeldspieler eingesetzt wird.

## Karriere
Chinwendu Johan Nkama wurde am 7. Januar 1998 in Lagos, der Hauptstadt Nigerias, geboren. Noch in seiner Kindheit begann er mit dem Fußballspielen und kam im Laufe seiner Jugend zur in Lagos ansässigen Flying Sport Academy. Dort war er bis 2017 aktiv, ehe er den Sprung nach Europa schaffte. Beim Schweizer Super-League-Klub FC Lugano unterschrieb Nkama einen Fünfjahresvertrag mit einer Laufzeit bis 30. Juni 2022. Nachdem er in den ersten Wochen in der vereinseigenen Jugend aktiv gewesen war, wurde er im August 2017 bis zum Saisonende an den slowenischen Erstligisten NK Ankaran verliehen. Am 9. September 2017 gab er bei einer 0:2-Heimniederlage gegen den ND Gorica sein Profidebüt, als er von Trainer Vlado Badžim von Beginn an und über die volle Spieldauer eingesetzt wurde. In diesem Spiel noch im zentralen Mittelfeld eingesetzt, ließ ihn Badžim in den nachfolgenden Ligapartien, in denen er stets als Stammkraft fungierte, auf diversen Mittelfeldpositionen zum Einsatz kommen und setzte den mit 1,88 m groß gewachsenen Afrikaner teilweise sogar als Innenverteidiger ein.
Nachdem er in der 17. Meisterschaftsrunde nach einer gelb-roten Karten vorzeitig vom Platz geschickt worden war, war er für eine Partie gesperrt und steuerte gleich beim nächsten Spiel seine erste Torvorlage in der slowenischen Erstklassigkeit bei. Danach fiel er jedoch für weitere drei Ligapartien aus, war aber danach – mit Ausnahme des letzten Saisonspiels – ein Stammspieler der Herrenmannschaft des NK Ankaran. Nach 36 Meisterschaftsspielen rangierte der NK Ankaran am Saisonende auf dem zehnten und damit letzten Tabellenplatz, was den direkten Abstieg in die slowenische Zweitklassigkeit bedeutete. Nkama hatte es bis dahin zu 24 Ligaeinsätzen sowie zu zwei Torvorlagen gebracht und kehrte gleich im Anschluss wieder zu seinem Stammverein zurück. Ab der Spielzeit 2018/19 trat er daraufhin für die U-21-Mannschaft des FC Lugano in der fünftklassigen Schweizer 2. Liga interregional – Gruppe 6 in Erscheinung.
Im Sommer 2019 wurde Nkama ein weiteres Mal nach Slowenien verliehen; diesmal ging es zum FC Postojna, der sich nach der Auflösung des NK Ankaran und des NK Postojna als NK Ankaran Postojna im Jahre 2019 neugegründet und sich kurz darauf in FC Postojna umbenannt hatte. Bei den unterklassig spielenden Slowenen stand er für eine Laufzeit von zwei Jahren unter Vertrag. Nkama wechselte jedoch bereits 2020 auf Leihbasis zu ND Gorica. 2021 wurde Nkama an NK Aluminij verliehen. Dies ist bereits seine vierte Leihe in die slowenische Liga. Dort war er Nkama Stammspieler und kehrte nach Ende der Leihe zum FC Lugano zurück. Bei seinem Ausbildungsverein wird er bisher noch nicht für den Kader der ersten Mannschaft berücksichtigt und erhielt nur wenige Einsätze.
Im Sommer 2024 folgte eine weitere Leihe zur AC Bellinzona.